# Jaleco
Jaleco est une entreprise japonaise de développement de jeux vidéo, fondée au Japon sous le nom de Japan Leisure Corporation le 3 octobre 1974.

## Description
En 1982, Jaleco se lance dans le développement et la fabrication de jeux vidéo d'arcade. La même année, la société décide de raccourcir son nom en joignant les premières syllabes de chaque mot donnant Jaleco. Son activité est le développement de jeux vidéo principalement dans le plus pur style d'arcade, aussi bien dans des jeux pour la NES,  que pour les vieux ordinateurs ou les consoles de salon des années 1980 et 1990, comme notamment les jeux de la série des Bases Loaded et de Carrier.
En l'an 2000, Jaleco, toujours actif dans le développement de l'arcade et des consoles de jeux vidéo, mais n'ayant produit aucun titre marquant depuis des années, sombre dans un état économique catastrophique. Sa division américaine Jaleco USA avait déjà quitté l'industrie de l'arcade depuis 1993. Le 1er novembre 2000, Jaleco a été racheté par une compagnie Hong Kongaise PCCW. Jaleco, rebaptisée PCCW Japon, a permis au groupe PCCW d'avoir une emprise et développer son activité au Japon. PCCW a fortement restructuré l'entreprise, fermant la division arcade de Jaleco et les autres départements non rentables afin de se concentrer sur les jeux vidéo pour consoles de sixième génération. La filiale PCCW Japon racheta en avril 2001, le groupe VR-1 qui inclut VR-1 Entertainment, une entreprise de développement de jeu de rôle en ligne massivement multijoueur, afin d'apporter un plus global autant à ses actuelles qu'à ses futures productions de logiciels. En octobre 2002, PCCW a fusionné Jaleco Japon, Jaleco USA et VR-1 Entertainment pour former Jaleco Entertainment, sa nouvelle filiale aux États-Unis sera fondée à Buffalo dans l'État de New York, au lieu de  Wheeling dans Illinois. PCCW Japon a changé à nouveau de nom pour reprendre celui de Jaleco en 2004.

1988-1999.

Jaleco est aujourd'hui un éditeur de jeux vidéo très actif pour la Xbox de Microsoft, le PC, et la PlayStation 2 de Sony. Jaleco est la filiale de l'ensemble du groupe PCCW au Japon qui comprend de nombreuses activités sans rapport avec le jeu vidéo comme la musique, les applications Web et les contenus pour téléphone mobile.
Le 3 mai 2006, le conseil d'administration Jaleco a opté pour un changement de nom de Jaleco Ltd pour Jaleco Holding Ltd et, dans le même processus, a déplacé la division de jeu vidéo vers une société distincte qui prendra le nom de Jaleco Ltd. En tant que tel, Jaleco Holding est désormais le nom de l'entreprise qui existe depuis 1974, tandis que Jaleco Ltd est la nouvelle société qui a été créé le 3 juillet 2006 comme une filiale en propriété exclusive de Jaleco Holding.

2002-2006. Logo utilisé pour la première fois par Jaleco Entertainment.
Quand PCCW Japon a changé de nom pour Jaleco, il a adopté le logo

À part Jaleco Ltd, les filiales Jaleco Holding sont Japon centrale Real Estate Co et PantaRhei Securites Co.
Le 21 janvier 2009, la firme annonce son retrait définitif et l'abandon de ses activités sur le marché des jeux vidéo, et ce, selon la société, en raison de la compétitivité grandissante entre les studios de développement et les coûts que ceux-ci génèrent.
En avril 2009, Jaleco Holding change de nom pour celui de EMCOM Holdings, sans doute pour éviter toute confusion avec Jaleco et de se différencier d'une marque qui a longtemps été associée à l'industrie du jeu vidéo.

## Systèmes d'arcade
- Mega System 1
- Mega System 32

## Liste des jeux arcade
- 64th Street: A Detective Story 1991
- Alien Command 1990
- Argus 1986
- Arm Champs 1988
- Arm Champs II 1992
- The Astyanax 1989
- Avenging Spirit 1991
- B.O.T.S.S.: Battle of the Solar System 1991
- Bases Loaded 1987
- Best Bout Boxing 1994
- Big Run 1990
- Big Striker 1992
- Butasan 1987
- Captain Flag 1993
- Chameleon 1983
- Chimera Beast 1993
- Cisco Heat 1990
- City Connection 1985
- Counter Force 1989
- Cybattler 1993
- D-Day 1984
- delete 1994
- Desert War 1995
- Dingo 1983
- E.D.F. Earth Defense Force 1991
- Exerion 1983
- Exerizer 1987
- F-1 Super Battle 1994
- Field Combat 1985
- Formation Z 1984
- Game Paradise: The Master Of Shooting 1995
- Ginga NinkyouDen 1987
- Grand Prix Star 1991
- Hachoo! 1989
- Idol Janshi Shu-Chi-Pie 2 1994
- Iga Ninjutsuden 1988
- Jitsuryoku!! Pro Yakyuu 1989
- Junior Grand Prix Star II 1997
- Kazan 1988
- Kick Off 1988
- Legend Of Makai 1988
- The Lord Of King 1989
- Mahjong: Japanese
- Mahjong Angel Kiss 1995
- Makai Densetsu 1988
- Momoko 120% 1986
- Naughty Boy 1982
- Over Rev 1997
- P-47 Aces 1995
- P-47: The Freedom Fighter 1988
- P-47: The Phantom Fighter 1988
- Parallel Turn 1984
- Peek-a-Boo! 1993
- Phantasm 1990
- Pinbo 1984
- Plus Alpha 1989
- Pop Flamer 1982
- Psychic 5 1987
- Rock Tread 1999
- Rod-Land 1990
- Saint Dragon 1989
- Samurai-Fighter Shingen 1988
- Saturn 1983
- Scud Hammer 1994
- Second Earth Gratia 1996
- Sky Fox 1987
- Soldam 1992
- Strike Alley 1995
- Super Circuit 1995
- Super GT 24H 1996
- Super Strong Warriors 1993
- Takeda Shingen 1988
- Tetris Plus 1996
- Tetris Plus 2 1997
- Top Roller 1983
- Valtric 1986
- Wild Pilot 1992
- World PK Soccer

## Liste des jeux consoles
- The Astyanax
- Avenging Spirit
- Bases Loaded
- Bases Loaded II
- Bases Loaded 3
- Big Striker
- Big Run
- Brawl Brothers
- Butasan
- Carrier
- Cisco Heat
- City Connection
- Desert War
- Dragonseeds
- Exerion
- Field Combat
- Fighter Ace
- Ginga Ninkyoden
- Goal!
- Goblin Commander: Unleash the Horde
- Hammerlock Wrestling
- Jazz Jackrabbit
- The Ignition Factor
- Illbleed
- Juggernaut
- King Arthur's World
- Kingyo Chuuihou! Tobidase Game Gakuen
- Kizuna
- Maniac Mansion
- Metal Mech
- Momoko 120%
- Monty On the Run
- Operation Logic Bomb
- Peace Keepers
- Peek-A-Boo!
- Pinball Quest
- Pizza Pop!
- Psychic 5
- Rival Turf!
- Robowarrior
- Rodland
- Room Zoom: Race for Impact
- Rygar
- Saint Dragon
- Shatterhand
- Speed Racer
- Stepping Stage
- Sterling Sharpe: End 2 End
- Super Bases Loaded
- Super Earth Defense Force
- Tetris Plus
- Totally Rad
- Trailer Park Tycoon
- Tuff E Nuff
- Uo Poko
- Utopia: The Creation of a Nation
- Whomp 'Em
- Wild Pilot
- World Championship Pool 2004
- The Young Indiana Jones Chronicles